# Emma de Caunes
Emma Francesca de Caunes, född 9 september 1976 i Paris, är en fransk skådespelerska.

## Roller i urval
- 1997 – Un frère
- 2002 – Asterix & Obelix: Uppdrag Kleopatra
- 2006 – The Science of Sleep
- 2007 – Fjärilen i glaskupan
- 2007 – Mr Beans semester
- 2017–2019 – Ransom (TV-serie)